# 布拉戈達特涅 (瓦爾基區)
49°41′57″N 35°25′56″E / 49.69917°N 35.43222°E
布拉霍達特內（烏克蘭語：Благодатне）是位於烏克蘭東部的村莊，由哈爾科夫州博霍杜希夫區的瓦爾基市鎮負責管轄。該村始建於1825年，面積16.9平方公里，海拔高度170米，2001年人口547，人口密度每平方公里32.5人。